# Hans Georg Monissen
Hans Georg Monissen (* 14. Mai 1937; † 30. April 2021) war ein deutscher Wirtschaftswissenschaftler.

## Leben
Nach dem Studium der Wirtschaftswissenschaften und der Soziologie an der Universität Köln erwarb er als Fulbright-Stipendiat den Master of Arts an der University of Notre Dame. Nach der Promotion an der Universität Hamburg und der Habilitation an der Universität Konstanz war er von 1976 bis 1984 war er Inhaber des Lehrstuhls für Geld und Kredit an der Universität Gießen. Er war von 1984 bis 2004 Inhaber des Lehrstuhls für Volkswirtschaftslehre, insbesondere Allgemeine Wirtschaftspolitik an der Universität Würzburg.